# Achterste Molen
De Achterste Molen uit Loenen (ook bekend als Veluwse papiermolen en Marten Orges) is een door water aangedreven papiermolen uit 1654, in 1933 herbouwd in het Nederlands Openluchtmuseum te Arnhem. 
De molen in Loenen werd zowel in 1881 als 1905 door brand getroffen. Nadat Schut en Berends NV in 1910 een nieuwe papierfabriek bouwden raakten molen en waterrad in verval en werden afgebroken. De molen werd door de Vereeniging van Nederlandsche Papierfabrikanten geschonken aan het museum. Het waterrad heeft een diameter van 1,90 m en een breedte van 0,65 m. De molen is regelmatig in bedrijf, er worden dan demonstraties gegeven van ambachtelijk papier maken.

## Papiermakerij

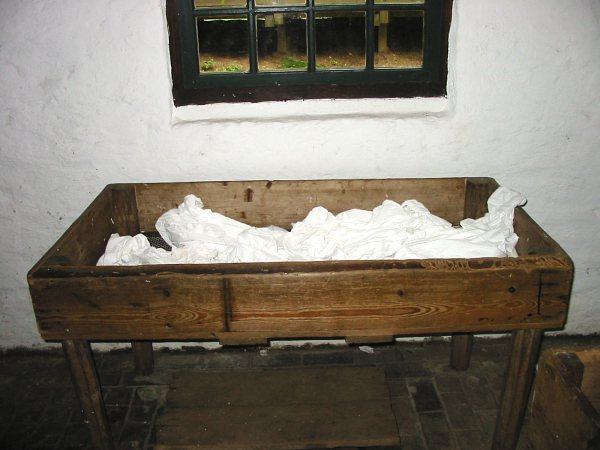
Tafel voor het scheuren van lompen
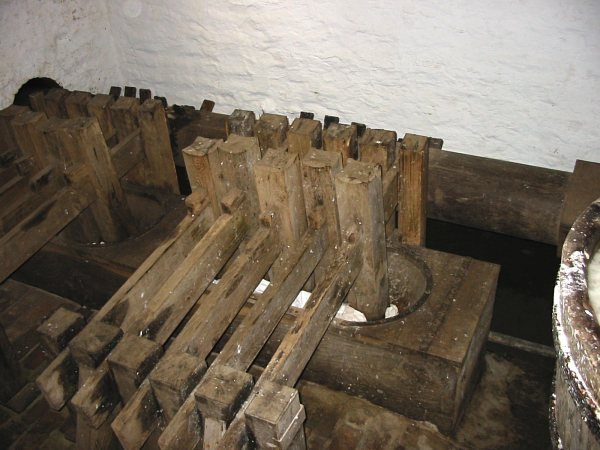
Hamerbak voor het fijnstampen van de stukjes lompen tot draadjes
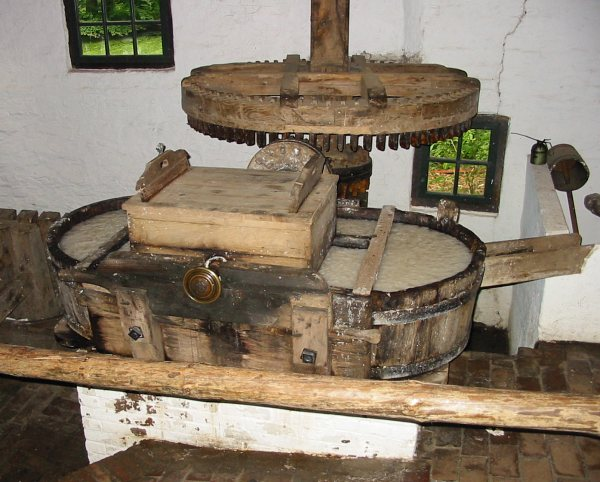
Hollander voor het verkrijgen van de vezels
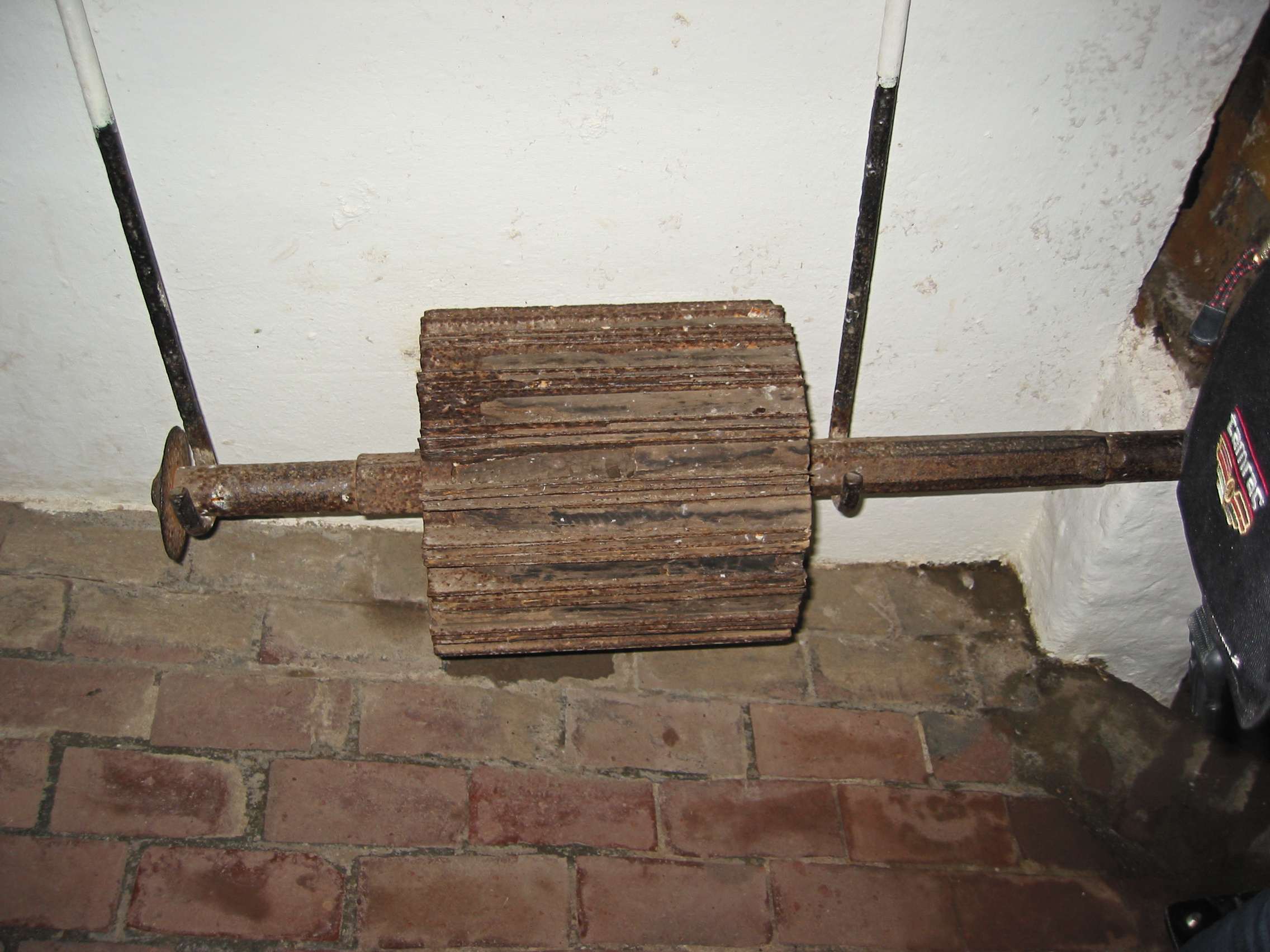
Maalrol
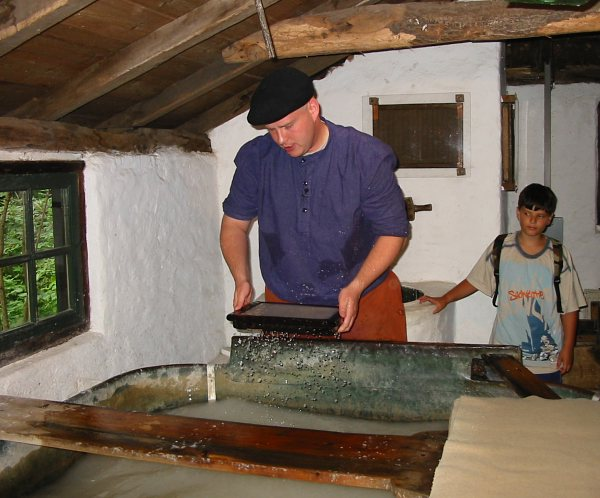
Het scheppen van de vezels met behulp van een zeefraam
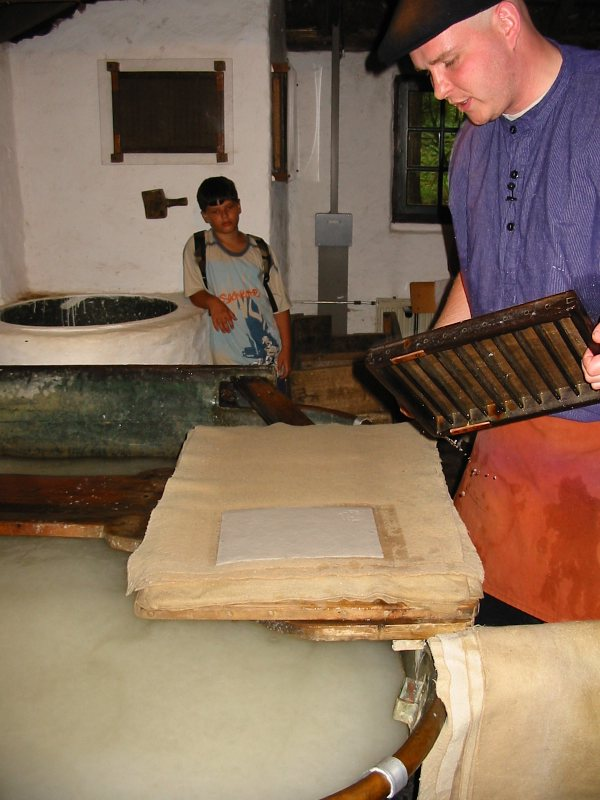
Nog nat vel papier op viltdoek gelegd

## Overbrengingen
De overbrengingsverhouding naar de maalbak is 1 : 12,4. 
- Aswiel: 48 kammen, steek 8,2 cm
- Kamrad bovenaa koningsspil: 17 kammen, steek 8,2 cm
- Kamrad onderaan koningsspil: 75 kammen, steek 7 cm
- Kamrad op as maalrol: 17 kammen, steek 7 cm

## De Middelste Molen
Een andere papiermolen in Loenen, De Middelste molen, is als gerestaureerde kleinschalige papierfabriek nog op zijn originele plek als historische bezienswaardigheid in bedrijf.